# دانشگاه کاسل

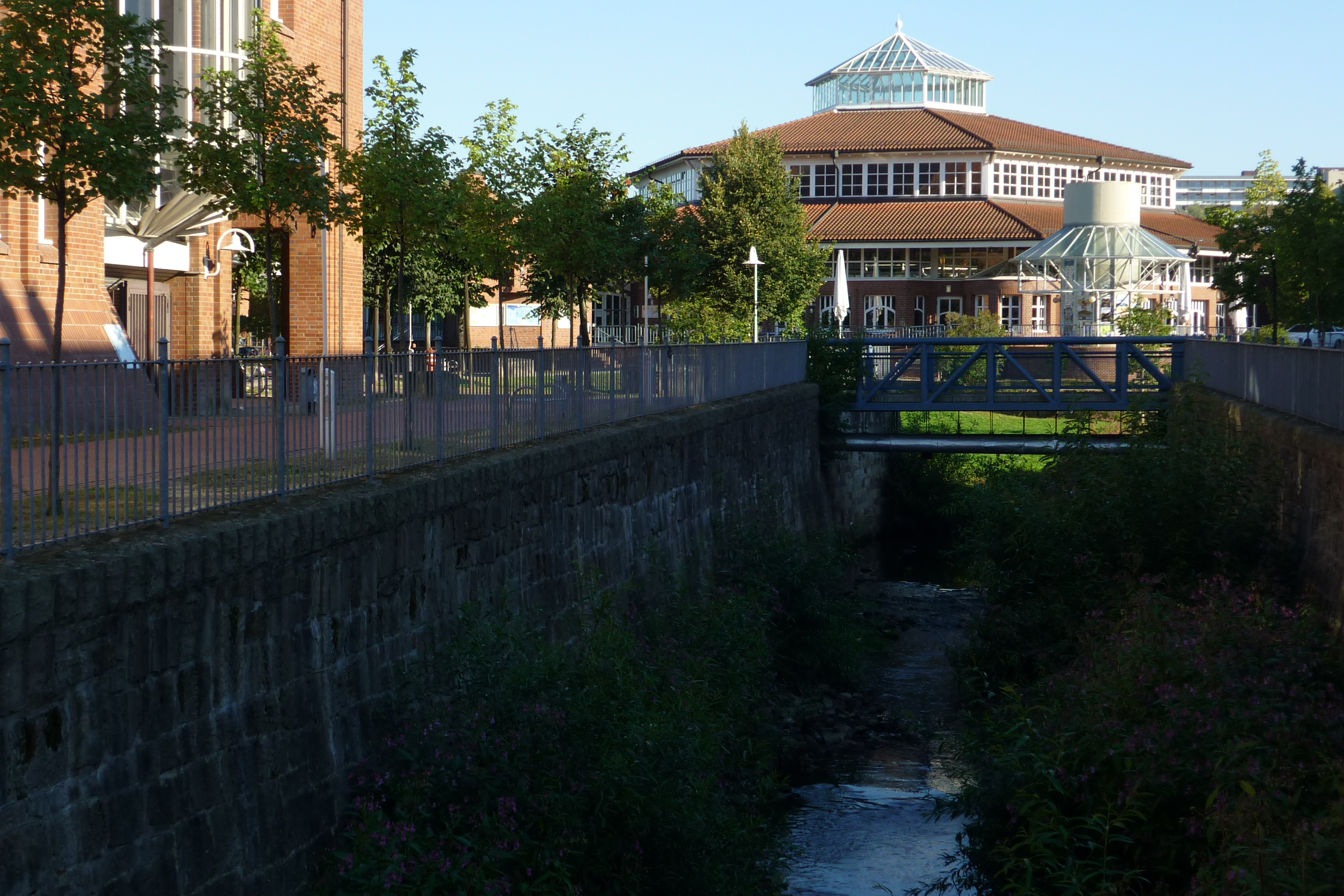
غذاخوری مرکزی دانشگاه کاسل

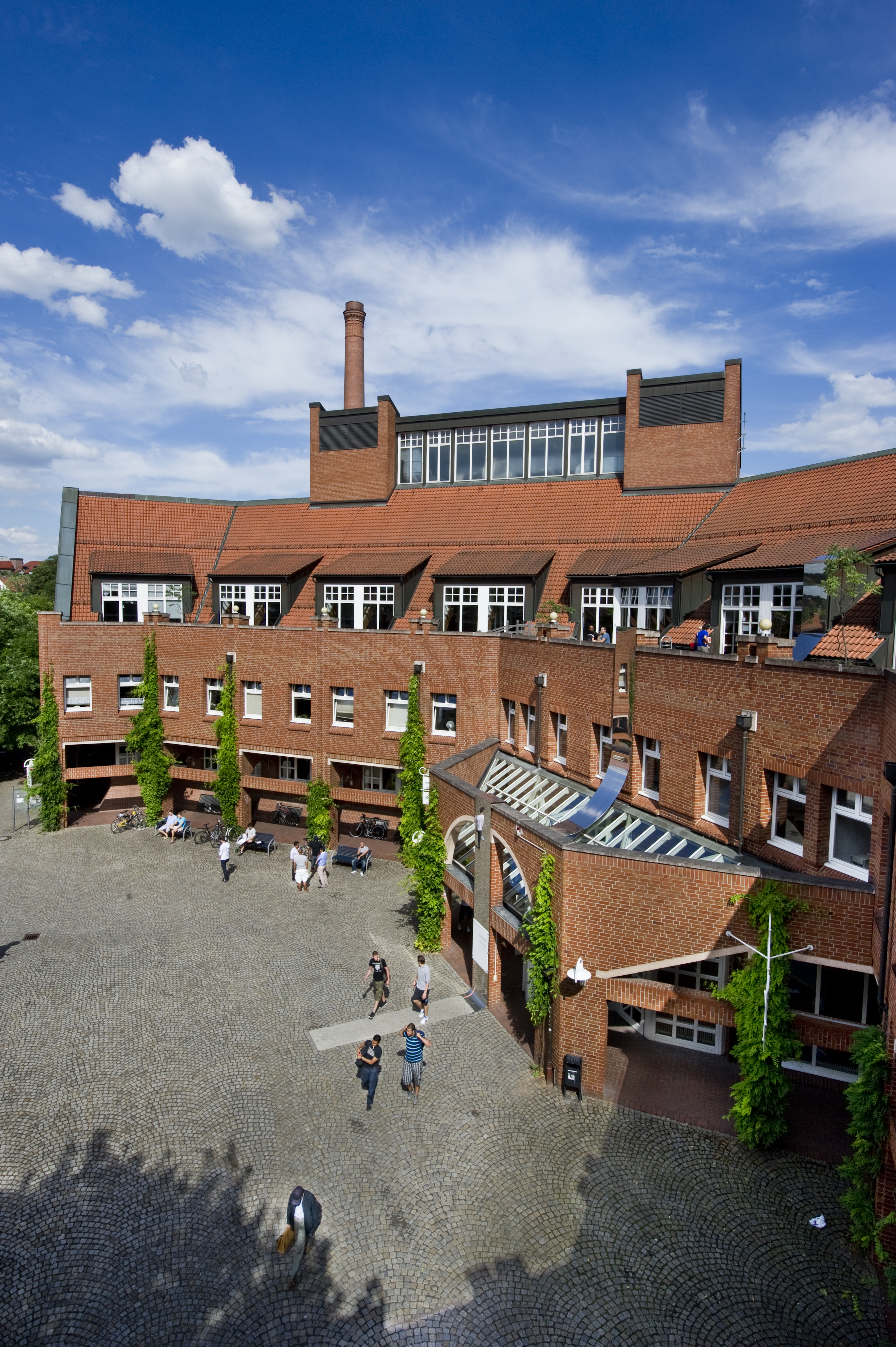
کتابخانه مرکزی دانشگاه کاسل

دانشگاه کاسل دانشگاهی در شهر کاسل در آلمان است. بر اساس آمار در این دانشگاه حدود ۲۵۰۰۰ دانشجو و بیش از ۳۲۰۰ کارمند اشتغال دارند.

## حوزه ها
علاوه بر پردیس مرکزی، دانشگاه کاسل دارای ۴ پردیس دیگر در کاسل و همچنین دو پردیس در شهر ویتسن‌هاوزن (حدود ۴۰ کیلومتری شرق) است.

## رشته‌های دانشگاهی
طیف گسترده ای از رشته های تحصیلی در مقطع کارشناسی و کارشناسی ارشد ارائه می شود. همه برنامه های تحصیلی برای دانشجویان آلمانی و بین المللی به طور یکسان آزاد است. مدرک لیسانس و فوق لیسانس، آزمون هنری یا دکترا را می توان در رشته های تحصیلی زیر دریافت کرد:
- علوم اجتماعی
- علوم طبیعی
- علوم مهندسی
- علوم انسانی
- هنرهای زیبا

## پژوهش
تحقیقات بین رشته ای برای دانشگاه کاسل در اولویت است. این شامل همکاری تحقیقاتی با موسسات تحقیقاتی بین المللی و داخلی، مانند جامعه فراونهوفر است. تحقیقات اصلی داتمشگاه بر روی مواد جدید و همچنین پایداری است. در همین راستا، در سال 2021 موسسه پایداری کاسل تاسیس شد.
دانشمندان مرکز تحقیقات سیستم‌های محیطی در دانشگاه کاسل در حال بررسی این موضوع هستند که چگونه آلمان می‌تواند به طور کامل با انرژی‌های تجدیدپذیر انرژی خود را تامین کند.

## افراد سرشناس

### اساتید
رودولف اشمیت (شیمیدان)

### فارغ التحصیلان
ماتیاس برنینگر
یورگن اوسترهامل
کایا کینکل